# Vrgorac (ruralna cjelina)
Ruralna cjelina Vrgorca, ruralna cjelina unutar područja današnjeg grada Vrgorca.

## Povijest
Ruralna cjelina Vrgorca smjestila se na južnim padinama, odnosno južno od srednjovjekovne tvrđave i župne crkve na zapadnom kraju današnjeg grada. Riječ je o naselju raštrkanog tipa koje se sastoji od nekoliko zaseoka te od nekoliko samostalnih kuća-kula (Raosova kula) i jedne secesijske vile (vila Auckland). Većina danas sačuvanih građevina pripadaju vremenu od kraja 17. do početka 20. stoljeća. Predstavlja rijetku cjelinu s očuvanom arhitekturom gdje dolazi do miješanja tursko, bosanskog i primorskog načina gradnje. Javni prostor predstavljaju uske, strme ulice ili staze, popločane grubo obrađenim kamenom ili bez ikakvog popločenja.

## Zaštita
Pod oznakom Z-5360 zavedena je kao nepokretno kulturno dobro - kulturno-povijesna cjelina, pravna statusa zaštićena kulturnog dobra, klasificirano kao "kulturno-povijesna cjelina".